# 諏訪純人
諏訪 純人（すわ まこと、1934年（昭和9年）4月2日 - 2011年（平成23年）3月2日）は、日本の銀行家。元秋田銀行頭取。

## 来歴・人物
秋田県鹿角市出身。慶大卒後、秋田銀行入行。
営業、企画、人事と幅広く経験。東北の金融界においても顔が広く行動派と目されていた。
1997年（平成9年）、頭取就任。2期4年の在任中は、1999年（平成11年）の創業120周年、新店頭体制への移行や共同バックアップセンターの設置また、融資パソコンシステムの導入やエリア営業体制の試行のほか、本部にIT戦略室を設置。次世代への布石を打った。
2001年（平成13年）、相談役に退き秋田経済研究所理事長に就任した。
2011年（平成23年）3月2日、肺がんのため死去。76歳没。

## 略歴
- 1959年（昭和34年）、慶應義塾大学経済学部卒業後、秋田銀行入行。
  - 以降、大町、郡山、東京各支店長等を歴任する。
- 1987年（昭和62年）、取締役本店営業部長委嘱。
- 1989年（平成元年）、取締役総合企画部長兼広報室長委嘱。
- 1991年（平成3年）、常務取締役就任。
- 1994年（平成6年）、専務取締役就任。
- 1997年（平成9年）、頭取就任。
- 2001年（平成13年）、相談役、秋田経済研究所理事長就任。
- 2004年（平成16年）、相談役退任。
- 2007年（平成19年）、秋田経済研究所理事長退任。同研究所の非常勤顧問就任。
- 2011年（平成23年）、逝去。